# Nils Hansson (rektor)
Nils Hansson, född 29 december 1850 i Grönby socken, Malmöhus län, död 21 januari 1929, var en svensk folkhögskolerektor, poet och översättare av lyrik. Han var son till hemmansägaren Hans Nilsson och Karna Jönsdotter samt äldre bror till författaren Ola Hansson.
Hansson blev student vid Lunds universitet 1872, andre lärare vid Kronobergs folkhögskola i Grimslöv 1876, vid Hvilans folkhögskola 1884 och var förste rektor för Skurups folkhögskola 1888–1908. Han utgav bland annat Hemmansägarnes ställning i samhället (1895) och Kosmopolitiskt och fosterländskt (1897). Han var även verksam som översättare av holländsk lyrisk poesi.och författare till Vackra hembygd, du som vilar, som ofta betraktas som Skånes landskapssång.  